# Annie Machon
Annie Machon (1968) es una exoficial de inteligencia del MI5, que en 1996 dimitió junto a su pareja, David Shayler, para poder filtrar documentos con los que denunciar la incompetencia y los crímenes del servicio secreto británico. Annie Machon es ahora una experta en inteligencia, escritora, periodista, activista política, consultora e instructora para periodistas. Ha desarrollado una especial perspectiva no sólo sobre el trabajo interno de los gobiernos, agencias de inteligencia y los medios, sino también sobre la necesidad de aumentar la transparencia y la rendición de cuentas, tanto en el sector público como en el privado.

## Primeros años y MI5
Hija de un piloto que se convirtió en editor del periódico de Guernsey, Machon ganó una beca para una escuela privada y luego estudió Clásicos en Girton College, Cambridge. Después de su graduación, Machon comenzó una carrera trabajando para una editorial.
En 1990, Machon se presentó a un examen del Ministerio de Relaciones Exteriores y de la Mancomunidad de Naciones para convertirse en diplomático, pero fue reclutada por el MI5, donde fue enviada al departamento de contra-subersión, oficialmente conocido como F2.
Un año después de unirse al servicio, conoció a David Shayler y se convirtieron en pareja. Machon dijo que ella y Shayler estaban "tratando de localizar a los viejos comunistas, trotskistas y fascistas, lo que a nosotros nos parecía una pérdida de tiempo". Durante las elecciones generales de 1992, ella y Shayler proporcionaron resúmenes de los archivos de "cualquiera que se postuló para el parlamento". Ambos estaban "horrorizados por la escala de las investigaciones" y "argumentaron de la manera más ruidosa que no deberíamos estar haciendo esto". Dos años más tarde, ella y Shayler se trasladaron a la sucursal 'T' para investigar el terrorismo irlandés.

## Renuncia y labor como denunciante
En octubre de 1996, Machon y Shayler renunciaron al servicio intentando alertar de una serie de crímenes cometidos por este, como archivos secretos del MI5 sobre los mismos ministros del gobierno responsables de supervisar los servicios de inteligencia, escuchas telefónicas ilegales del MI5, mentiras al gobierno por parte del MI5, bombas del IRA que podrían haberse evitado, el atentado de 1994 contra la embajada de Israel en Londres cuando dos personas inocentes fueron condenadas injustamente y el intento de asesinato del coronel Gaddafi de Libia por parte del Servicio Secreto de Inteligencia.
Shayler llevó documentos clasificados al periódico «The Mail on Sunday». Este publicó las acusaciones de espionaje generalizado de los llamados subversivos, incluido Peter Mandelson, cuyo teléfono había estado intervenido durante tres años, y otros ministros del gobierno. Una orden judicial impidió que se revelaran las reclamaciones sobre lo que los servicios de seguridad sabían sobre la IRA. La pareja alegaba que el gobierno británico había estado implicado en el intento de asesinato del coronel Gaddafi y que los servicios de seguridad supieron con anterioridad del atentado contra la embajada israelí en Londres de 1994 y del atentado de Bishopsgate de 1993 del IRA.
Después de que renunciaron, Shayler y Machon huyeron por Europa durante un mes. Machon luego regresó a Londres para enfrentar el arresto, pero nunca fue acusado de ningún delito. Luego regresó a Francia y vivió con Shayler en la Francia rural durante un año. En julio de 1998, Shayler trabajó con BBC Panorama, Sunday Times y The Mail on Sunday para revelar lo que se conoció como el complot de asesinato de Gaddafi en 1996. Debido a problemas británicos y a la solicitud urgente de extradición bajo los términos de la Ley Secreta Oficial, Shayler fue encarcelado en París durante casi 4 meses esperando la audiencia. Los franceses declinaron la extradición basándose en que la denuncia de irregularidades era un acto político. Shayler y Machon vivieron en París durante 2 años y luego regresaron al Reino Unido en agosto de 2000 para que Shayler se presentara al juicio.
Shayler fue encarcelado durante seis meses en noviembre de 2002 por delitos que contravenían la Ley de Secretos Oficiales.